# Masters at Work
Masters at Work est un duo de producteurs et de remixeurs new-yorkais de musique house.
Composé de Little Louie Vega et Kenny « Dope » Gonzalez, le groupe s´est notamment aussi appelé MAW, KenLou et Nuyorican Soul. Leur chanson la plus connue est Work sortie en 2002 et rééditée en 2007.
Parmi les nombreux artistes remixés par le groupe, citons Michael Jackson, Madonna, Daft Punk, Björk, Donna Summer, Jody Watley, Janet Jackson, Jamiroquai, Luther Vandross, Earth, Wind and Fire et Busy P.

## Discographie

### Albums
- 1993 : The Album
- 1995 : The Essential KenLou House Mixes
- 1997 : Nuyorican Soul (as Nuyorican Soul)
- 1998 : The Remixes (as Nuyorican Soul)
- 2000 : The Tenth Anniversary Collection - Part I
- 2000 : The Tenth Anniversary Collection - Part II
- 2001 : Our Time is Coming

### Singles

#### Masters at Work
- 1991 : Blood Vibes/The Ha Dance
- 1991 : Our Mute Horn (avec Ray Vega)
- 1991 : 69 Steps
- 1992 : Gonna Get Back to You (avec Xaviera Gold)
- 1993 : Can't Stop the Rhythm (avec Jocelyn Brown)
- 1993 : Give it to Me (avec Screechie Dan)
- 1993 : Hardrive EP
- 1993 : I Can't Get No Sleep (avec India)
- 1993 : When You Touch Me (avec India)
- 1994 : Get Up
- 1995 : I Can't Get No Sleep '95 (avec India)
- 1997 : La India Con La Voe (avec India et Albert Menendez)
- 1997 : MAW Sampler
- 1997 : To Be in Love (avec India)
- 1998 : Odyssey/I'm Ready
- 1998 : Pienso en Ti (avec Luis Salinas)
- 1999 : To Be in Love '99 (avec India)
- 1999 : MAW Expensive (as MAW presents a Tribute to Fela, with Ibi Wunmi)
- 2000 : Brazilian Beat (avec Lilian Chachian)
- 2000 : Ékabo
- 2000 : MAW Unreleased Mixes
- 2001 : Lean On Me (avec James Ingram)
- 2001 : Dubplate Special 1
- 2001 : Like a Butterfly (avec Patti Austin)
- 2001 : Work (avec Puppah Nas-T et Denise Belfon)
- 2001 : Dubplate Special 2
- 2002 : Backfired (avec India)
- 2003 : Dubplate Special 3
- 2006 : Loud (avec Beto Cuevas)
- 2007 : Work 2007 (avec Puppah Nas-T et Denise Belfon)

#### Nuyorican Soul
- 1993 : The Nervous Track
- 1996 : Mind Fluid
- 1996 : Runaway (avec India)
- 1996 : You Can Do It (Baby) (avec George Benson)
- 1997 : I Am the Black Gold of the Sun (avec Jocelyn Brown)
- 1997 : It's All Right, I Feel it(avec Jocelyn Brown)
- 1997 : Sweet Tears (avec Roy Ayers)
- 1998 : I Love the Nightlife (avec India)

#### KenLou
- 1995 : Moonshine/Hillbilly Song
- 1995 : The Bounce/Gimme Groove
- 1995 : What a Sensation (avec India)
- 1996 : MAW War/Mack Daddy Shoot
- 1997 : Thru the Skies
- 1998 : Bangin'
- 2001 : Gone Three Times

### Groove Box
- 1996 : Casio's Theme/The More You Want
- 1996 : Just Be Good to Me (avec Leena Marie)
- 2000 : I'm Your Man
- 2001 : The More You Want

#### Autres alias
- 1994 : Voices in my Mind, as Voices (avec India)
- 1994 : My Love, as People Underground (avec Michael Watford)
- 1995 : The Hard Times March, sous 200 Sheep
- 1995 : The Drum, sous WAM
- 1997 : Dance (Do That Thang), sous Black Magic
- 1997 : Let it Go, sous Black Magic
- 2002 : Tranz/Body, sous MAW Electronic
- 2004 : Danz/Time Travellers, sous MAW Electronic

#### Productions pour d'autres artistes
- 1993 : Freedom Williams - Voice of Freedom
- 1994 : Barbara Tucker - Beautiful People
- 1994 : Willi Ninja - Hot
- 1997 : Byron Stingily - Flying High
- 1999 : Will Smith - La Fiesta, avec Keith Pelzer et Jeff Townes
- 2001 : Jody Watley - I Love to Love
- 2005 :  Anané feat. Mr. V - Let Me Love You
- 2005 :  Anané et Mr. V - Move, Bounce, Shake

### Compilations mixées
- 1995 : Ministry of Sound Sessions 5
- 2001 : West End Records: The 25th Anniversary Mastermix
- 2004 : Soul Heaven Presents: Masters at Work in the House
- 2005 : The Kings of House
- 2006 : Soul Heaven Presents: Masters at Work
- 2007 : Ministry of Sound Chillout Classics
- 2007 : Strictly MAW

### Sélection de remixes
- 1991 : Michael Jackson - Don't Stop Till You Get Enough
- 1992 : Desiya - Comin' On Strong
- 1992 : Michael Jackson - Rock With You
- 1992 : Madonna - Erotica
- 1993 : Björk - Big Time Sensuality
- 1993 : Debbie Gibson - Losin' Myself
- 1993 : Jamiroquai - Emergency on Planet Earth
- 1994 : Secret Life - Borrowed Time
- 1994 : Barbara Tucker - Beautiful People
- 1995 : Donna Summer - I Feel Love
- 1997 : The Braxtons - The Boss
- 1997 : George Benson - Song For My Brother
- 1997 : George Benson - Baby I'm In Love
- 1998 : Janet Jackson - Go Deep
- 1998 : Melanie B feat. Missy Elliott - I Want You Back
- 1999 : Gus Gus - VIP
- 2000 : The Beatles - Get Back
- 2000 : Nina Simone - See Line Woman
- 2000 : Spice Girls - Holler
- 2002 : Aaliyah - More Than a Woman
- 2004 : Stephanie Mills - Free- Louie Vega Mix
- 2004 : 4 Hero - The Remix Album, Vol. 1
- 2020 : Busy P - Track of time